# 4819 Gifford
4819 Gifford è un asteroide della fascia principale. Scoperto nel 1985, presenta un'orbita caratterizzata da un semiasse maggiore pari a 2,2029922 UA e da un'eccentricità di 0,0307321, inclinata di 5,80223° rispetto all'eclittica.